# Escacs de Tamerlà

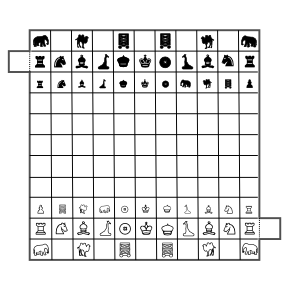
Posició inicial del joc.

Els escacs de Tamerlà són una variant d'escacs medievals. Com els escacs moderns, es deriva de shatranj. Es va desenvolupar a Àsia central durant el regnat de l'emperador Timur, i la seva invenció se li atribueix també. Com que els escacs de Tamerlà són una variant més gran de chaturanga, també s'anomena Shatranj Al-Kabir (Escacs grans o Grans escacs), a diferència de Shatranj as-saghir ("Escacs petits"). Encara que el joc és semblant als escacs moderns, es caracteritza perquè hi ha varietats de peons, cadascun dels quals es mou a la seva manera.

## Tauler
Un tauler d'escacs de Tamerlà està format per 110 caselles sense quadres disposades en un patró de 10×11 ("camp"). Cases addicionals, conegudes com a ciutadelles, sobresurten del costat esquerre a la novena fila i del costat dret a la segona fila, fent un total de 112 caselles. Quan el rei contrari ocupa la ciutadella d'un jugador, el joc es declara empatat. Cap peça que no sigui un rei pot ocupar una ciutadella.
Hi ha diverses maneres d'organitzar una configuració d'obertura. Un comú és el següent:
- Costat de les blanques (fila inferior, des de l'esquerra): elefant, (espai), camell, (espai), màquina de guerra, (espai), màquina de guerra, (espai), camell, (espai), elefant.
- Segona fila (des de l'esquerra): torre, cavall, piquet, girafa, general, rei, visir, girafa, piquet, cavall, torre.
- Tercera fila (des de l'esquerra): peó de peons, peó de màquines de guerra, peó de camells, peó d'elefants, peó de general, peó de rei, peó de visir, peó de girafes, peó de piquets, peó de cavalls, peó de torres.

Els miralls laterals dels negres són els dels blancs.
|  |  |  |

## Peces

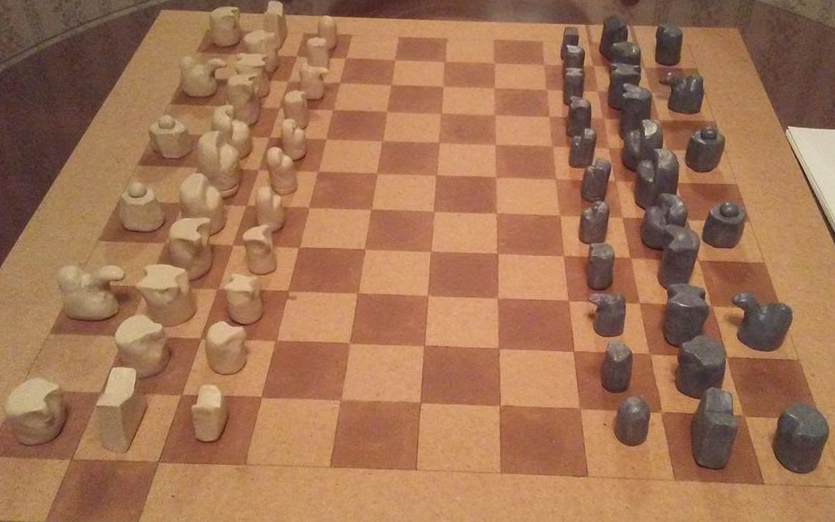
Un joc d'escacs de Tamerlà. Les peces s'aproximen a l'aparició de peces d'escacs de Tamerlà a la Pèrsia del segle XIV.

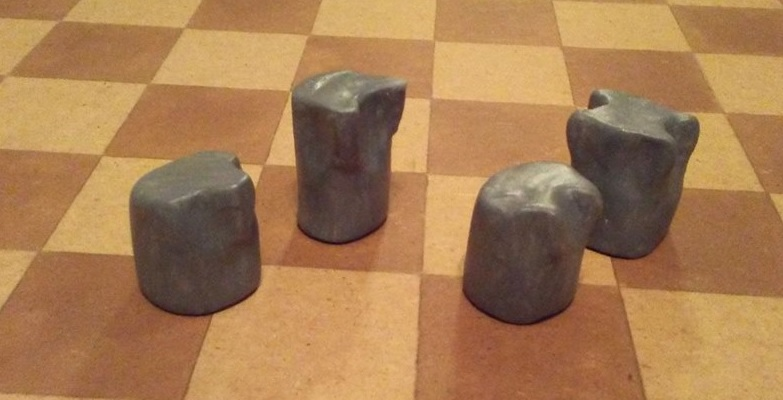
D'esquerra a dreta: el faras (cavall), zurafa (girafa), pil (elefant) i tali'a (piquet)

Aquí també es donen versions anglícies dels noms de les peces.
- rei (shah) – Es mou com un rei tradicional, però una vegada durant el joc pot canviar de lloc amb qualsevol de les seves pròpies peces per evadir escac/escac i mat o estancament.
- general o conseller (ferz) – Es mou un quadrat en diagonal
- visir o governador (wazir): es mou un quadrat horitzontalment o verticalment
- girafa (zurafa): es mou un quadrat en diagonal i després un mínim de tres quadrats horitzontalment o verticalment (un grifó restringit)
- piquet (tali'a)[4] – Es mou com un alfil als escacs tradicionals, però ha de moure un mínim de dues caselles
- cavall (faras) – Es mou com un cavall als escacs tradicionals
- torre (rukh) – Es mou com una torre als escacs tradicionals
- elefant (pil) – Es mou dos quadrats en diagonal i no està obstruït per peces entremig
- camell (jamal / shutur) – Es mou un en diagonal i dos rectes, sense obstacles per peces entremig. Es mou en forma de "L", com un cavall d'escacs ortodox, amb unes dimensions 3×1 en lloc de 2×1.
- motor de guerra (dabbaba): es mou dos horitzontalment o verticalment, sense obstacles per peces entremig
- peons : es mouen com a peons als escacs tradicionals, però sense moviment doble inicial ni captura al pas . Cada peça (inclòs el peó) té un peó corresponent. Per tant; peó de rei, peó de visir, peó de girafes, etc.

## Normes

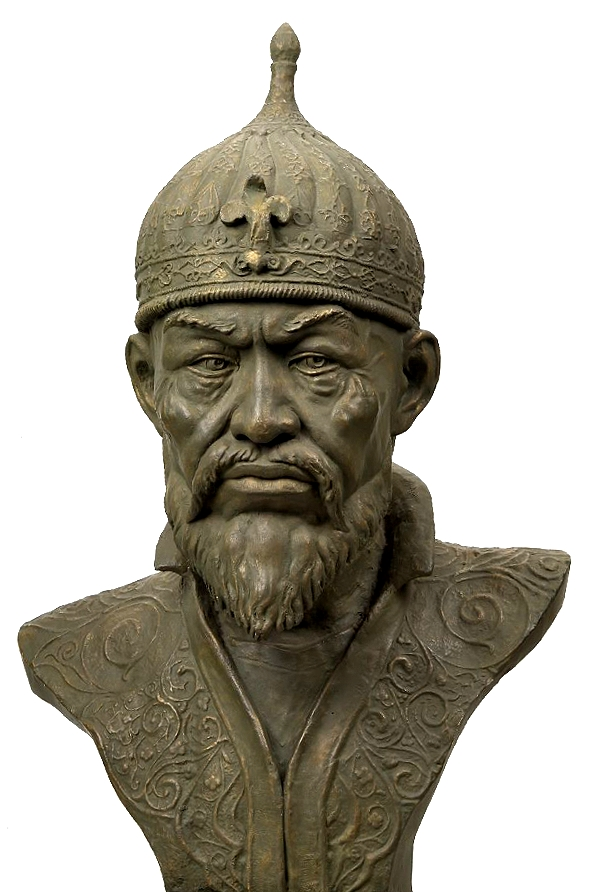
Timur Lenk, l'inventor del joc

### Inici del joc
El jugador que va primer es determina mitjançant una tirada de daus.

### Objecte
L'objectiu dels escacs de Tamerlà, com en els escacs moderns, és fer escac i mat al xa (rei) contrari. A diferència dels escacs moderns, bloquejar un oponent també és una victòria.

### Promoció
En arribar a l'últim rang del tauler, un peó ascendeix a la seva peça corresponent. Així, el peó de les girafes es converteix en girafa, etc. Les excepcions són el peó de reis i el peó de peons.
Un peó de reis es converteix en príncep. Es mou com un rei. Si un príncep i un rei existeixen simultàniament al tauler, un dels dos s'ha de capturar [com una peça normal] abans que l'altre pugui ser marcat/escac mat o estancat per guanyar la partida. 
Quan el peó de peons arriba a l'últim rang, es queda allà i no es pot taken . Tan bon punt es desenvolupa una situació en què l'oponent no pot escapar de perdre una peça a favor d'un peó, o en què un peó pot atacar dues unitats oposades simultàniament (en bifurcació), el jugador ha de moure el seu peó a aquesta ubicació. Es mou a aquesta ubicació encara que la casella estigui ocupada, ja sigui per una peça aliada o contrària. La peça que ocupa la casella es retira del tauler. En el següent moviment del peó, aquest pot capturar qualsevol peça que estigui atacant. Després continua endavant al tauler com a peó. A la segona promoció d'aquest peó, es mou al punt de partida del peó de rei. A la tercera promoció es converteix en un rei adventici, que té els moviments del rei, amb una excepció especial tal com es descriu a la secció següent. Si un rei adventici existeix al tauler simultàniament amb un príncep i/o un rei, s'han de capturar com una peça normal fins que només en quedi una, que després s'ha de fer escac i mat per guanyar.

### Les ciutadelles
Les dues caselles addicionals que sobresurten de l'esquerra del novè rang i la dreta del segon rang s'anomenen ciutadelles (husun, singular hisn). Si, en qualsevol moment del joc, un jugador pot moure el seu rei a la ciutadella del seu oponent, pot declarar el joc empatat. Això és avantatjós per a un jugador perdedor, ja que estar estancat es considera una pèrdua als escacs de Tamerlà. Alternativament, si un jugador té un príncep o un rei adventici al tauler quan el seu xa entra a la ciutadella del seu oponent, el seu xa pot intercanviar llocs amb qualsevol d'aquestes peces i el joc continua. El príncep o rei adventici pot sortir més tard de la ciutadella per deixar pas al rei per tornar a entrar, però el privilegi d'intercanvi només es pot utilitzar una vegada.
El xa (rei) és més alt que el príncep, que és més alt que el rei adventici. Només el més alt dels tres del tauler pot entrar a la ciutadella de l'oponent.
El rei adventici té l'honor especial de ser l'única peça del tauler que pot entrar a la seva pròpia ciutadella. En entrar, es torna immune, bloquejant així l'adversari d'entrar a la ciutadella i declarar un empat.

### Altri
Una vegada durant el joc, un jugador pot canviar un rei marcat per una altra peça no reial. Un jugador pot passar a escac si té diversos reis. No hi ha moviments d'enroc ni al pas als escacs de Tamerlà. L'exclusió del rei de l'oponent no es considera una victòria als escacs de Tamerlà, ja que el rei descobert encara té l'oportunitat d'entrar a la ciutadella de l'oponent. No hi ha una repetició triple ni un sorteig de 50 moviments als escacs de Tamerlà.

## Escacs complets de Tamerlà
En alguns manuscrits, els quadres buits de la part posterior s'omplen de nous tipus de peces. La configuració següent apareix al ms 7322 (Museu Britànic):
- Elefant (a1), Lleó (b1), cavall (c1), Toro (d1), Màquina de guerra (e1), Revelador (f1), Màquina de guerra (g1), Toro (h1), Camel (i1), Lleó (j1)), elefant (k1)
- Torre (a2), cavall (b2), Piquet (c2), Girafa (d2), General (e2), Rei (f2), Monstre marí (g2), Girafa (h2), Piquet (i2), cavall (j2), torre (k2)
- Peó de peons (a3), peó de cavalls (b3), peó de camells (c3), peó de màquines de guerra (d3), peó de generals (e3), peó de reis (f3), peó de monstres marins (g3), Peó de girafes (h3), Peó de piquets (i3), Peó de lleons (j3), Peó de torres (k3)
- Peó de toros (c4), Peó de reveladors (f4), Peó d'elefants (i4).

La 1a, 2a i 3a files de les negres estan disposades seguint la simetria de rotació com en la configuració estàndard: però la quarta fila està disposada amb simetria de reflexió, de manera que els peons dels bous s'enfronten. Tingueu en compte que només hi ha un camell, però tres cavalls (un cavall substitueix el camell que falta). Un monstre marí substitueix el visir.
El manuscrit no ofereix orientació sobre com es mouen les peces addicionals. Duncan Forbes va suggerir el 1860 que el lleó hauria de combinar els moviments de torre i girafa; el bou ha de combinar els moviments de piquet i girafa; i el revelador hauria de combinar els moviments de piquet i torre. (Va donar al piquet el moviment del bisbe modern, fent així el revelador idèntic a la reina moderna.) Jean-Louis Cazaux va suggerir el 2012 que les peces addicionals eren simples saltadors: el lleó saltador (3,0), el toro saltador (3,2) i el revelador saltador (3,3). . Tots dos assumeixen que el monstre marí és idèntic al visir: un saltador (1,0).

## Club d'escacs de Tamerlà
Un club públic d'escacs a Jamestown, Nova York, anomenat Tamerlane Chess Club, està dedicat a aquest joc, així com a altres variants d'escacs antigues.